# Razor-qt
Razor-qt was een vrije desktopomgeving voor het X Window System. Razor-qt ondersteunt elke moderne windowmanager, waaronder Openbox, fvwm2 of KWin. Razor-qt beoogt een eenvoudige en snelle desktopomgeving te zijn.
De ontwikkeling van Razor-qt is stopgezet vanwege de samenvoeging van het project met de Qt-port van LXDE, om samen als LXQt verder te gaan.

## Opbouw
Razor-qt bestaat uit componenten, die in- of uitgeschakeld kunnen worden. Volgende componenten zijn beschikbaar:
- paneel met applicatiemenu, om tussen programma's te wisselen en te starten
- een bureaublad met aanpasbare achtergrond
- een applicatiestarter, waarmee tussen de geïnstalleerde programma's gezocht kan worden
- een instellingenvenster
- sessies

Razor-qt is geschreven in C++.